# 陳聰
陳聰，福建福州府长乐縣人，明朝政治人物、進士出身。

## 生平
永樂十二年，福建甲午乡试中舉。永樂十三年，登乙未科進士，任行人司行人。